# Dumitru Badea
Dumitru Badea (n. 12 august 1939, Craiova) a fost un senator român în legislatura 1996-2000 și în legislatura 2000-2004, ales în județul Neamț pe listele partidului PRM. În legislatura 1996-2000, senatorul Dumitru Badea a fost membru în grupurile parlamentare de prietenie cu Statul Israel și Republica Franceză-Senat. În legislatura 1996-2000, senatorul Dumitru Badea a fost membru în comisia pentru apărare, ordine publică și siguranță națională. În legislatura 2000-2004, senatorul Dumitru Badea a fost membru în comisia pentru apărare, ordine publică și siguranță națională; de asemenea, Dumitru Badea a fost membru în grupurile parlamentare de prietenie cu Republica Ecuador și Republica Franceză-Senat. În legislatura 2000-2004, Dumitru Badea a înregistrat 190 de luări de cuvânt și a inițiat 10 propuneri legislative, din care 5 au fost promulgate lege. Dumitru Badea a demisionat din Senat pe data de 28 iunie 2004 și a fost înlocuit de către senatorul Iosif Balint. 
În 2013, a devenit președinte-interimar al PRM.
În timpul regimului comunist, Dumitru Badea a fost agent al poliției politice comuniste.

## Legaturi externe
- Dumitru Badea Arhivat în 22 august 2016, la Wayback Machine. la cdep.ro
- Fostul colonel de Securitate, Dumitru Badea, face PRU la Neamț și dispare la viatanemteana.info